# 南島原警察署
南島原警察署（みなみしまばらけいさつしょ, Minami Shimabara Police Station）は、長崎県南島原市にある長崎県警察が管轄する警察署の一つである。

## 沿革
- 1872年（明治5年）6月 - 初代「取締役」が配置。
- 1876年（明治9年）4月 - 「島原警察第三出張所口之津屯所」が設置。
- 1878年（明治11年）1月18日 - 「島原警察署口之津分署」となる。
- 1893年（明治36年）11月 - 新庁舎が完成。
- 1926年（大正15年）7月1日 - 「口之津警察署」に昇格。
- 1928年（昭和3年）1月 - 有家警察署が発足し、北有馬村を有家警察署へ移管。
- 1948年（昭和23年）2月1日
  - 旧警察法により、自治体警察として「口之津町警察署」と「加津佐町警察署」が発足。
  - 南有馬村は国家地方警察南高地区警察署の管轄となる。
- 1951年（昭和26年）10月1日
  - （自治体警察署）口之津町警察署が廃止され、「国家地方警察口之津地区警察署」が発足。口之津町・南有馬町・南串山町を管轄。
  - 加津佐町警察署は存続。
- 1954年（昭和29年）7月1日 - 警察法改正により、「長崎県警察口之津警察署」となる。口之津町・加津佐町・南有馬町を管轄。
- 1972年（昭和47年）9月1日 - 隣接の有家警察署を統合。口之津町・加津佐町・北有馬町・南有馬町・西有家町・有家町の6町を管轄。
- 1974年（昭和49年）5月1日 - 庁舎を新築。
- 2006年（平成18年）
  - 口之津警察署が「南島原警察署」に改称[1]。
  - 島原警察署から、南島原市の布津地区と深江地区の所管区が移管される。

## 組織[2]
- 署長（警視）
- 副署長（警部）
- 警務課
  - 警務係
- 会計課
  - 会計係
- 刑事生活安全課
  - 捜査係
  - 鑑識係
  - 生活安全係
- 地域課
  - 企画指導係
  - 地域第一係
  - 地域第二係
  - 地域第三係
- 交通課
  - 交通係
- 警備課
  - 警備係

## 交番
2か所。※（）は読みと所在地。
- 加津佐交番（かづさ、南島原市加津佐町己2820-62）
- 有家交番（ありえ、南島原市有家町小川841-2）

## 駐在所
6か所。
- 深江警察官駐在所（ふかえ、南島原市深江町丁2033）
- 布津警察官駐在所（ふつ、南島原市布津町乙1425-1）
- 北有馬警察官駐在所（きたありま、南島原市北有馬町己594-3）
- 南有馬警察官駐在所（みなみありま、南島原市南有馬町乙293-3）
- 西有家警察官駐在所（にしありえ、南島原市西有家町須川3207-15）
- 長野警察官駐在所（ながの、南島原市西有家町1785）

## 運転免許の即日交付
- 長崎県内で運転免許の即日交付が可能な警察署の中の1つである[3]。

## 廃止された交番・駐在所
（）は読みと所在地だった場所。---は廃止後に所管区が移された交番・駐在所を表す。
- 2006年（平成18年）
  - 西正寺警察官駐在所（さいしょうじ、南島原市北有馬町丙3348-4）---北有馬警察官駐在所
  - 吉川警察官駐在所（よしかわ、南島原市南有馬町甲752-2）---南有馬警察官駐在所
  - 尾上警察官駐在所（おのうえ、南島原市有家町尾上3161-8）---有家交番
  - 堂崎警察官駐在所（どうざき、南島原市有家町石田8-21）---同上

## 参考資料
- 「長崎県警察史」（1996年（平成8年）3月31日発行、長崎県警察）第10章 警察署の沿革 p.665- 島原警察署の沿革